# Campeonato Mundial de Atletismo Júnior de 2010 - 400 m feminino
A prova dos 400 metros rasos feminino do Campeonato Mundial de Atletismo Júnior de 2010 ocorreu entre os dias 20 e 22 de julho em Moncton, no Canadá. 

## Recordes
Antes desta competição, os recordes mundiais e do campeonato nesta prova eram os seguintes:
|     | Nome        | Nacionalidade | Tempo | Local   | Data                 |
| --- | ----------- | ------------- | ----- | ------- | -------------------- |
| WJR | Grit Breuer | Alemanha      | 49.42 | Tóquio  | 27 de agosto de 1991 |
| CR  | Fatima Yusu | Nigéria       | 50.62 | Plovdiv | 10 de agosto de 1990 |

## Medalhistas
| Ouro                 | Prata               | Bronze             |
| Shaunae Miller (BAH) | Margaret Etim (NGR) | Bianca Răzor (ROU) |

## Cronograma
Todos os horários são locais (UTC-4).
| Data        | Hora  | Evento        |
| ----------- | ----- | ------------- |
| 20 de julho | 11:35 | Eliminatórias |
| 21 de julho | 11:00 | Semifinal     |
| 22 de julho | 20:50 | Final         |

## Resultados

### Eliminatórias
As eliminatórias se iniciaram no dia 20 de julho ás 11:35. 
Bateria 1
| Posição | Atleta             | Nacionalidade     | Tempo | Notas |
| ------- | ------------------ | ----------------- | ----- | ----- |
| 1       | Maria Lebedeva     | Rússia            | 54.02 | Q     |
| 2       | Regina George      | Estados Unidos    | 54.17 | Q     |
| 3       | Janieve Russell    | Jamaica           | 54.65 | Q     |
| 4       | Yuliya Yurenia     | Bielorrússia      | 54.67 | Q     |
| 5       | Rashan Brown       | Bahamas           | 54.85 | q     |
| 6       | Sandra Wagner      | Suécia            | 55.28 |       |
| 7       | Shawna Fermin      | Trinidad e Tobago | 55.50 |       |
| 8       | Romana Tea Kirinic | Croácia           | 56.27 |       |

Bateria 2
| Posição | Atleta            | Nacionalidade            | Tempo | Notas |
| ------- | ----------------- | ------------------------ | ----- | ----- |
| 1       | Bukola Abogunloko | Nigéria                  | 53.38 | Q     |
| 2       | Stacey-Ann Smith  | Estados Unidos           | 53.41 | Q     |
| 3       | Chanice Chase     | Canadá                   | 53.61 | Q     |
| 4       | Adelina Pastor    | Roménia                  | 53.74 | Q     |
| 5       | Christina Zwirner | Alemanha                 | 54.57 | q     |
| 6       | Deseree King      | Ilhas Virgens Americanas | 56.73 |       |
| 7       | Hristina Risteska | Macedônia do Norte       | 58.80 |       |
| 8       | Kristie Baillie   | Nova Zelândia            | 59.98 |       |

Bateria 3
| Posição | Atleta          | Nacionalidade            | Tempo | Notas |
| ------- | --------------- | ------------------------ | ----- | ----- |
| 1       | Shaunae Miller  | Bahamas                  | 52.45 | Q     |
| 2       | Margaret Etim   | Nigéria                  | 52.48 | Q     |
| 3       | Ella Räsänen    | Finlândia                | 53.87 | Q     |
| 4       | Anneliese Rubie | Austrália                | 54.29 | Q     |
| 5       | Miho Shingu     | Japão                    | 54.79 | q     |
| 6       | Liona Rebernik  | Eslovênia                | 55.60 |       |
| 7       | Ashley Kelly    | Ilhas Virgens Britânicas | 55.71 |       |

Bateria 4
| Posição | Atleta              | Nacionalidade            | Tempo | Notas |
| ------- | ------------------- | ------------------------ | ----- | ----- |
| 1       | Chantel Malone      | Ilhas Virgens Britânicas | 52.97 | Q     |
| 2       | Bárbara de Oliveira | Brasil                   | 53.35 | Q     |
| 3       | Katherine Reid      | Canadá                   | 54.48 | Q     |
| 4       | Marta Maffioletti   | Itália                   | 54.98 | Q     |
| 5       | Sparkle McKnight    | Trinidad e Tobago        | 55.01 |       |
| 6       | Liliana Núñez       | Equador                  | 56.30 |       |
| 7       | Kanika Beckles      | Granada                  | 58.95 |       |

Bateria 5
| Posição | Atleta           | Nacionalidade | Tempo | Notas |
| ------- | ---------------- | ------------- | ----- | ----- |
| 1       | Jody-Ann Muir    | Jamaica       | 53.83 | Q     |
| 2       | Bianca Răzor     | Roménia       | 53.85 | Q     |
| 3       | Gulustan Mahmood | Iraque        | 54.62 | Q     |
| 4       | Julia Schaefers  | Alemanha      | 54.65 | Q     |
| 5       | Sade Sealy       | Barbados      | 54.88 | q     |
| 6       | Elin Moraiti     | Suécia        | 55.95 |       |
| 7       | Malama Dosso     | França        | 56.40 |       |
| 8       | Francesca Xuereb | Malta         | 56.61 |       |

### Semifinal
As semifinais se iniciaram no dia 21 de julho ás 11:00. 
Semifinal 1
| Posição | Atleta            | Nacionalidade  | Tempo | Notas |
| ------- | ----------------- | -------------- | ----- | ----- |
| 1       | Bukola Abogunloko | Nigéria        | 52.86 | Q     |
| 2       | Bianca Răzor      | Roménia        | 53.06 | Q     |
| 3       | Jody-Ann Muir     | Jamaica        | 53.20 | q     |
| 4       | Regina George     | Estados Unidos | 53.59 | q     |
| 5       | Anneliese Rubie   | Austrália      | 54.39 |       |
| 6       | Gulustan Mahmood  | Iraque         | 54.70 |       |
| 7       | Christina Zwirner | Alemanha       | 54.86 |       |
| 8       | Miho Shingu       | Japão          | 55.66 |       |

Semifinal 2
| Posição | Atleta              | Nacionalidade | Tempo | Notas               |
| ------- | ------------------- | ------------- | ----- | ------------------- |
| 1       | Margaret Etim       | Nigéria       | 52.63 | Q                   |
| 2       | Shaunae Miller      | Bahamas       | 53.21 | Q                   |
| 3       | Bárbara de Oliveira | Brasil        | 53.60 |                     |
| 4       | Ella Räsänen        | Finlândia     | 53.73 |                     |
| 5       | Katherine Reid      | Canadá        | 53.80 |                     |
| 6       | Sade Sealy          | Barbados      | 54.90 |                     |
| 7       | Julia Schaefers     | Alemanha      | 55.09 |                     |
| 8       | Yuliya Yurenia      | Bielorrússia  | DSQ   | Regra 162.7 da IAAF |

Semifinal 3
| Posição | Atleta            | Nacionalidade            | Tempo | Notas |
| ------- | ----------------- | ------------------------ | ----- | ----- |
| 1       | Chantel Malone    | Ilhas Virgens Britânicas | 53.37 | Q     |
| 2       | Stacey-Ann Smith  | Estados Unidos           | 53.48 | Q     |
| 3       | Chanice Chase     | Canadá                   | 53.72 |       |
| 4       | Maria Lebedeva    | Rússia                   | 53.86 |       |
| 5       | Rashan Brown      | Bahamas                  | 54.14 |       |
| 6       | Adelina Pastor    | Roménia                  | 54.47 |       |
| 7       | Janieve Russell   | Jamaica                  | 55.16 |       |
| 8       | Marta Maffioletti | Itália                   | 55.72 |       |

### Final
A prova final foi realizada no dia 22 de julho ás 20:50. 
| Posição           | Atleta            | Nacionalidade            | Tempo | Notas |
| ----------------- | ----------------- | ------------------------ | ----- | ----- |
| Medalha de ouro   | Shaunae Miller    | Bahamas                  | 52.52 |       |
| Medalha de prata  | Margaret Etim     | Nigéria                  | 53.05 |       |
| Medalha de bronze | Bianca Răzor      | Roménia                  | 53.17 |       |
| 4                 | Stacey-Ann Smith  | Estados Unidos           | 53.42 |       |
| 5                 | Jody-Ann Muir     | Jamaica                  | 53.42 |       |
| 6                 | Bukola Abogunloko | Nigéria                  | 53.74 |       |
| 7                 | Regina George     | Estados Unidos           | 53.83 |       |
| 8                 | Chantel Malone    | Ilhas Virgens Britânicas | 53.91 |       |

Legenda
| Recorde mundial       | Recorde mundial (World record)               |                       | Recorde africano                      | Recorde africano (African) |                                           | Q | Classificado por posição (Qualified) |
| Recorde do campeonato | Recorde do campeonato (Championship record)  | Recorde da América    | Recorde da América (Americas)         | q                          | Classificado por melhor tempo (Qualified) |   |                                      |
| Melhor marca do ano   | Melhor marca do ano (World leading)          | Recorde asiático      | Recorde asiático (Asian)              | DNS                        | Não largou (Did not start)                |   |                                      |
| Recorde nacional      | Recorde nacional (National record)           | Recorde europeu       | Recorde europeu (European)            | DNF                        | Não terminou (Did not finish)             |   |                                      |
| Recorde pessoal       | Recorde pessoal do atleta (Personal best)    | Recorde da Oceania    | Recorde da Oceania (Oceania)          | DSQ / DQ                   | Desclassificado (Disqualified)            |   |                                      |
| Recorde da temporada  | Recorde da temporada do atleta (Season best) | Recorde sul-americano | Recorde sul-americano (South America) | NM                         | Sem marca (No mark)                       |   |                                      |